# Полиграфмаш (хоккейный клуб)
Хоккейный клуб «Полиграфмаш» Шадринск — хоккейный клуб из города Шадринска. Основан в начале 1960-х годов. Выступал в классе «Б» чемпионата СССР по хоккею с шайбой. Серебряный призёр первенства РСФСР в сезоне 1970/71.
Прекратил своё существование с ликвидацией предприятия ШЗПМ (Шадринский Полиграфмаш) в 1997 году.
Юноши 1976—1977 г. р., став пятикратными чемпионами Курганской области, завоевали путёвку во 2 группу Чемпионата РСФСР (Урал — Зап. Сибирь) в сезоне 1992—93 года. Проведя сезон из численности 22 команд-соперников, Шадринские юноши заняли 4 место. Команду тренировали Залунский Александр Аркадиевич и Смирных Вадим Васильевич.